# Aïchatou Maïnassara
Aïchatou Maïnassara (* 16. August 1971 in Niamey; † 5. April 2020 ebenda) war eine nigrische Politikerin.

## Leben
Aïchatou Maïnassara arbeitete in leitender Funktion für das nigrische Finanzministerium, für das sie als Generalbevollmächtigte in Tahoua tätig war. Bei den Parlamentswahlen am 21. Februar 2016 kandidierte sie für die Nigrische Patriotische Bewegung (MPN-Kiishin Kassa) von Ibrahim Yacouba im Wahlkreis von Dogondoutchi und zog in die Nationalversammlung ein. Ihre Partei errang insgesamt fünf der 171 Sitze im Parlament. Maïnassara war eine von insgesamt 29 weiblichen Abgeordneten in dieser Legislaturperiode. Im April 2019 gab sie bekannt, entgegen der Linie von Parteigründer Ibrahim Yacouba Staatspräsident Mahamadou Issoufou von der Nigrischen Partei für Demokratie und Sozialismus (PNDS-Tarayya) zu unterstützen.
Aïchatou Maïnassara hatte sieben Kinder. Sie starb im April 2020 im Alter von 48 Jahren und wurde auf dem Muslimischen Friedhof von Yantala in Niamey bestattet.